# La Creu de Vernencs
La Creu de Vernencs és una masia de Sant Sadurní d'Osormort (Osona) protegida com a bé cultural d'interès local.

## Descripció
És un conjunt compost per una edificació principal amb uns cossos adossats adaptats a la topografia del terreny degut a la manca d'espai.
Hi ha una construcció auxiliar aïllada de planta regular, planta baixa i un altell, amb coberta a dues aigües, façanes de pedra de la zona i elements estructurals de fusta. Té una única obertura típica dels pallers que engloba la planta baixa i la planta primera, on es guardava el menjar pels animals.